# Enrique II de Meissen
Enrique II (1103-1123) fue margrave de Meissen y de la Marca Sajona Oriental (como Lusizensis marchio: margrave de Lusacia) desde su nacimiento hasta su muerte. Era hijo póstumo del margrave  Enrique I y Gertrudis de Brunswick, hija de Egberto I de Meissen. Era por herencia también conde de Eilenburg. Era el segundo margrave de Meissen de la Casa de Wettin.
Inicialmente estuvo bajo la regencia de su tío-abuelo Timo. Murió joven y sin hijos en 1123. Sus tierras fueron heredadas por su medio hermana Richenza de Northeim. Dejó una viuda, Adelaida, hija de Lotario Udo III de la Marca del Norte. La sucesión a las marcas fue disputada a su muerte.